# Dża’inak
Dża’inak (perski: جايينگ) – miejscowość w południowym Iranie, w ostanie Buszehr. W 2006 roku miejscowość liczyła 2152 mieszkańców w 482 rodzinach.